# Lommel-Werkplaatsen
Lommel-Werkplaatsen is een gehucht van de Belgische stad Lommel, in de provincie Limburg.

## Geschiedenis
De eerste sporen van bewoners in het huidige gebied Lommel-Werkplaatsen ofwel Lommel-Fabriek, dateren uit het Paleolithicum (Oude Steentijd). Het gaat om een concentratie vuurstenen, artefacten en werktuigen die er zowat 13.500 jaar geleden zijn achtergelaten door een groep vroege vertegenwoordigers van de Homo sapiens, in het huidige industriegebied Maatheide.
Nadat het kanaal Bocholt-Herentals (1843-1846) werd aangelegd en de gehuchten Blauwe Kei en Stevensvennen aan het einde van de 19de eeuw tot ontwikkeling kwamen, ontstond kort na 1904 de nederzetting Lommel-Fabriek.  De zwavelzuur en zinkfabriek  N.V. Société Métallurgique de Lommel in Lommel-Werkplaatsen werd in 1904 door de Duitse familie Schulte gesticht op het terrein Maatheide, dat oorspronkelijk een gebied van heidevelden en bossen was. Ertsen werden aangevoerd via de kanaalverbinding met Antwerpen. Kolen werden vanuit het Ruhrgebied aangevoerd via de op 2 juni 1879 geopende spoorlijn 19, onderdeel van de IJzeren Rijn tussen Antwerpen en Mönchengladbach. Het spoorwegstation, Lommel-Werkplaatsen had de opmerkelijke telegrafische code "LUL".
In 1913 smolt de fabriek samen met de oudere fabriek van Overpelt, onder de naam van Compagnie des Métaux d'Overpelt-Lommel. Lommel was gespecialiseerd in de bereiding van ruw zink. De verfijning of raffinage gebeurde in de moederfabriek in Overpelt. In 1957 stopte de afdeling zwavelzuur van Lommel en ging die productie naar een moderne zwavelzuurfabriek in Overpelt.
Tussen 1904 en 1914 bouwde de zinkfabriek op de heide ten zuiden van de fabriek een tuinwijk met woningen voor kaderleden en arbeiders. Tot de Eerste Wereldoorlog was de directie, het kader en het administratief personeel vrijwel geheel afkomstig uit Duitsland. De arbeiders werden gerecruteerd uit de lokale bevolking. Om werkvolk aan te trekken in een streek met een sterke landbouwtraditie werden voor de arbeiders woningen gebouwd met een koe- en varkensstal, op een perceel van minstens 30 are. Door de inwijking van gezinnen uit het naburige dorpen als Mol(-Rauw) is het dialect van Lommel-Werkplaatsen een niet-Lommels dialect.
In 1907 bouwde de zinkfabriek een klein ziekenhuis met kapel aan de Dubbelrij 50. De zusters salvatorianessen verzorgden daar uitsluitend de fabrieksarbeiders en gaven les op de kleuterschool. Ze vertrokken in 1918 met als gevolg dat het ziekenhuis en de kleuterschool werden gesloten. In 1925 werd de kleuter- en meisjesschool er opnieuw opgestart door de zusters van Vincentius a Paulo.  In 1927 werd tegenover het hospitaaltje een school gebouwd. Vanaf 1946 hadden de zusters van de school hun klooster in de gebouwen van het ziekenhuis.
In 1909 werd de school bij de huidige kerk gebouwd.
In 1911 werd een neogotische kerk gebouwd met toelagen van de staat en de gemeente en een zeer milde gift van de Société. Dit was de Sint-Barbarakerk die in 1912 in gebruik werd genomen. Omdat de kerk slechts hulpkerk van Lommel was, mocht er alleen gedoopt worden, geen huwelijken of begrafenissen. Pas in 1925 werd Lommel-Werkplaatsen als de zelfstandige parochie Sint-Barbara erkend (Koninklijk Besluit van 30 december 1925). Op 15 maart 1926 werd Hilduard De Wulf (1883-1954) als eerste pastoor van Lommel-Werkplaatsen door het bisdom Luik benoemd.
In 1925 kwamen de paters Kapucijnen zich vestigen in het gehucht. In 1927 bouwen zij bij de kerk een thans verdwenen klooster en middelbare school. In 1969 verhuisden de paters Kapucijnen naar Lommel-Centrum.
De kerk en het omliggende Mariapark ontwikkelden zich vanaf 1927 tot een bedevaartsoord.  De Paters Kapucijnen lieten er betonkunstenaar Michiel Geysels uit Westmeerbeek een Mariagrot, een kruisweg met calvarie, meerdere kapelletjes en ook een kerststal bouwen. Het Mariapark met zijn beelden is sinds 2005 een beschermd monument
In 1931 wordt de eigen fanfare Sint Eligius opgericht.
Tijdens een bombardement in WO II op de zinkfabriek op 6 juli 1944 viel er ook een bom op een woning in de woonwijk van de fabriek.
In 1973 werden de activiteiten van de zinkfabriek (inmiddels Umicore) gestaakt en in 1974 werd de fabriek gesloopt. Het terrein bleef sterk vervuild achter, tot Zandwinningsbedrijf Sibelco in 2003 de bodem saneerde door de gehele bovenste laag af te graven en in een milieusarcofaag op te slaan.
Momenteel telt de tuinwijk Lommel-Werkplaatsen circa 75 woningen, waarvan een aantal op de Bouwkundige Erfgoed lijst van het Agentschap Onroerend Erfgoed van de Vlaamse overheid voorkomen.

### Galerij

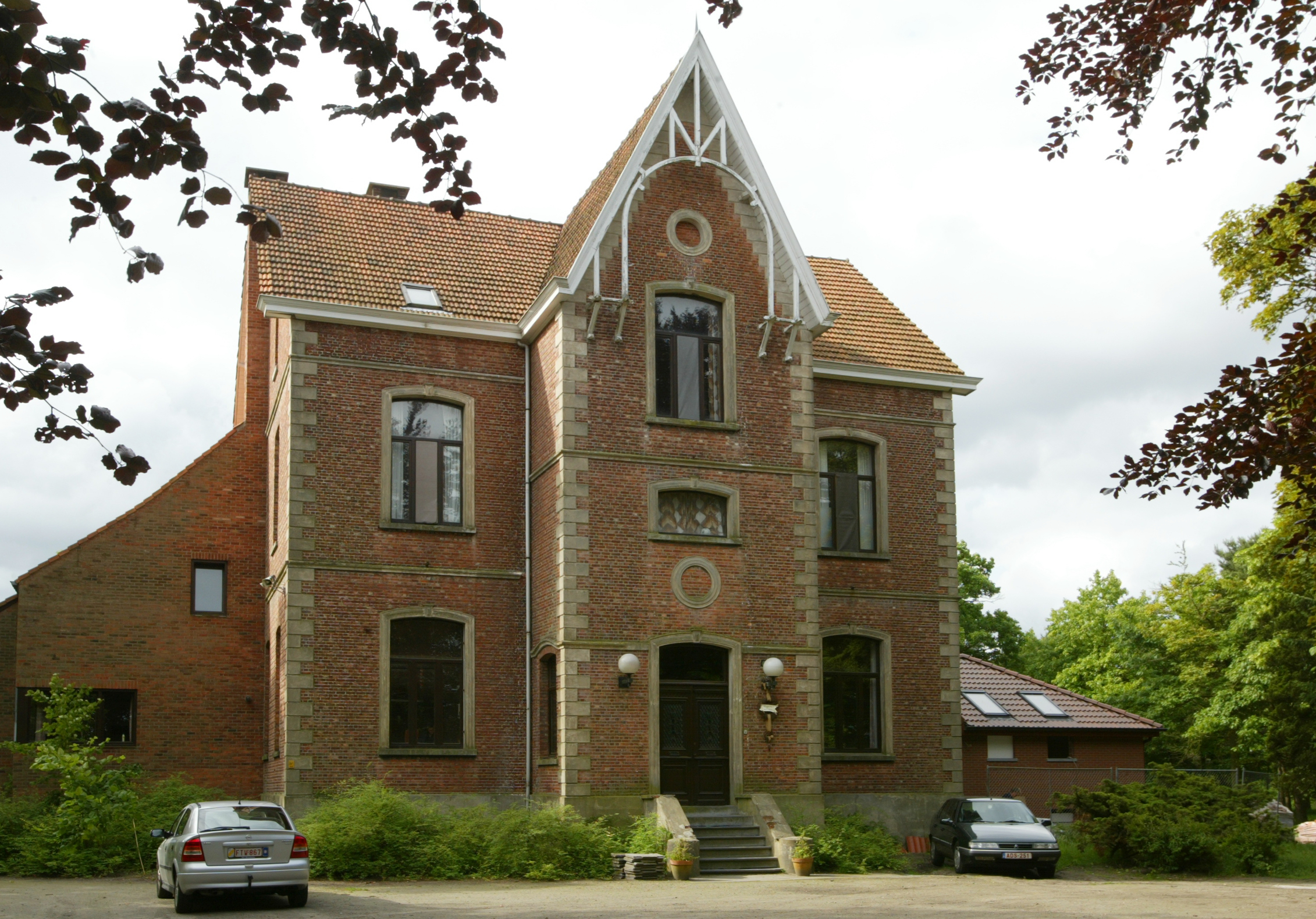
Voormalige directeursvilla van de zinkfabriek momenteel jeugdvakantiecentrum
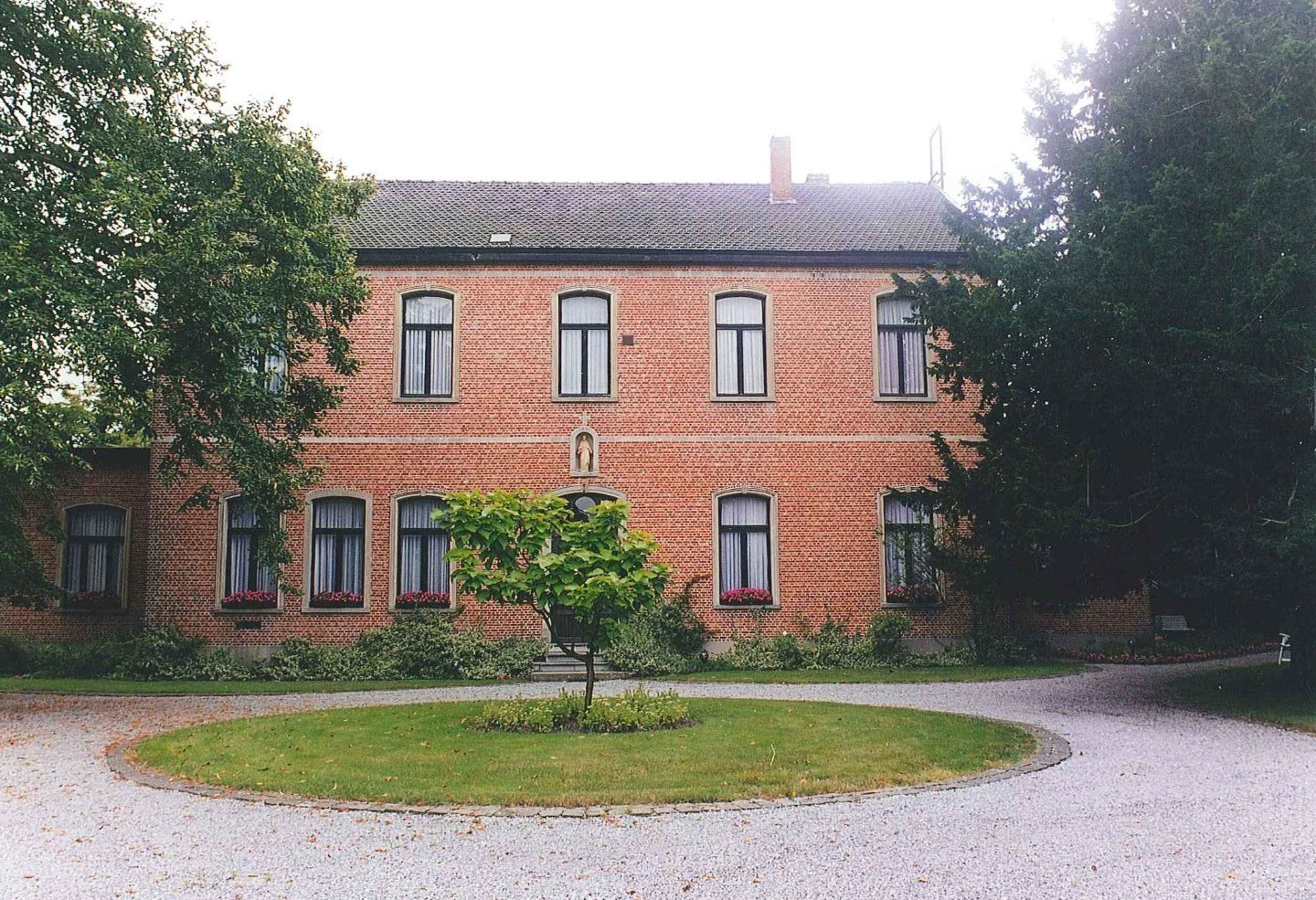
Voormalig hospitaaltje van de zinkfabriek
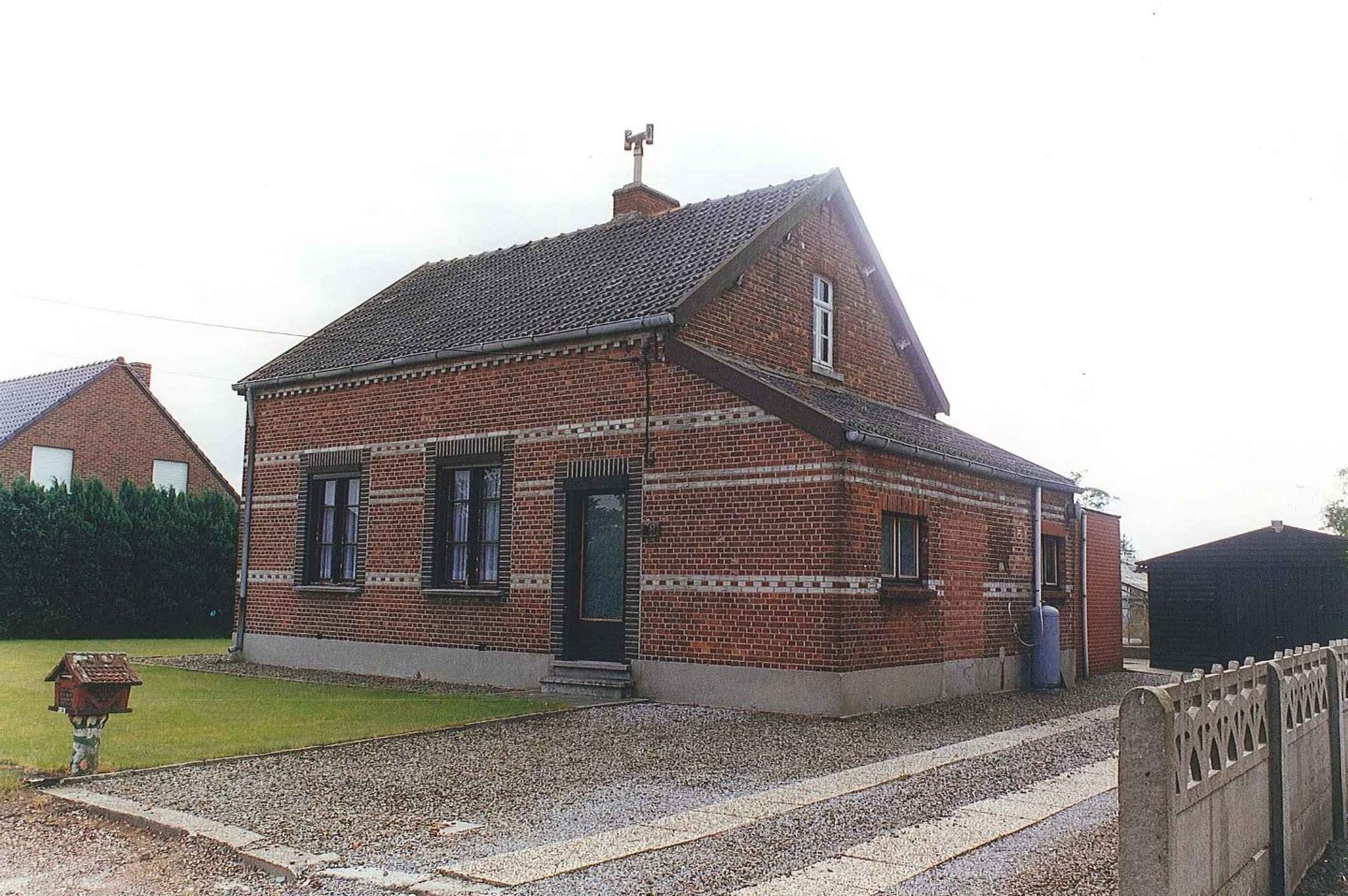
Huis van de tuinwijk van de zinkfabriek
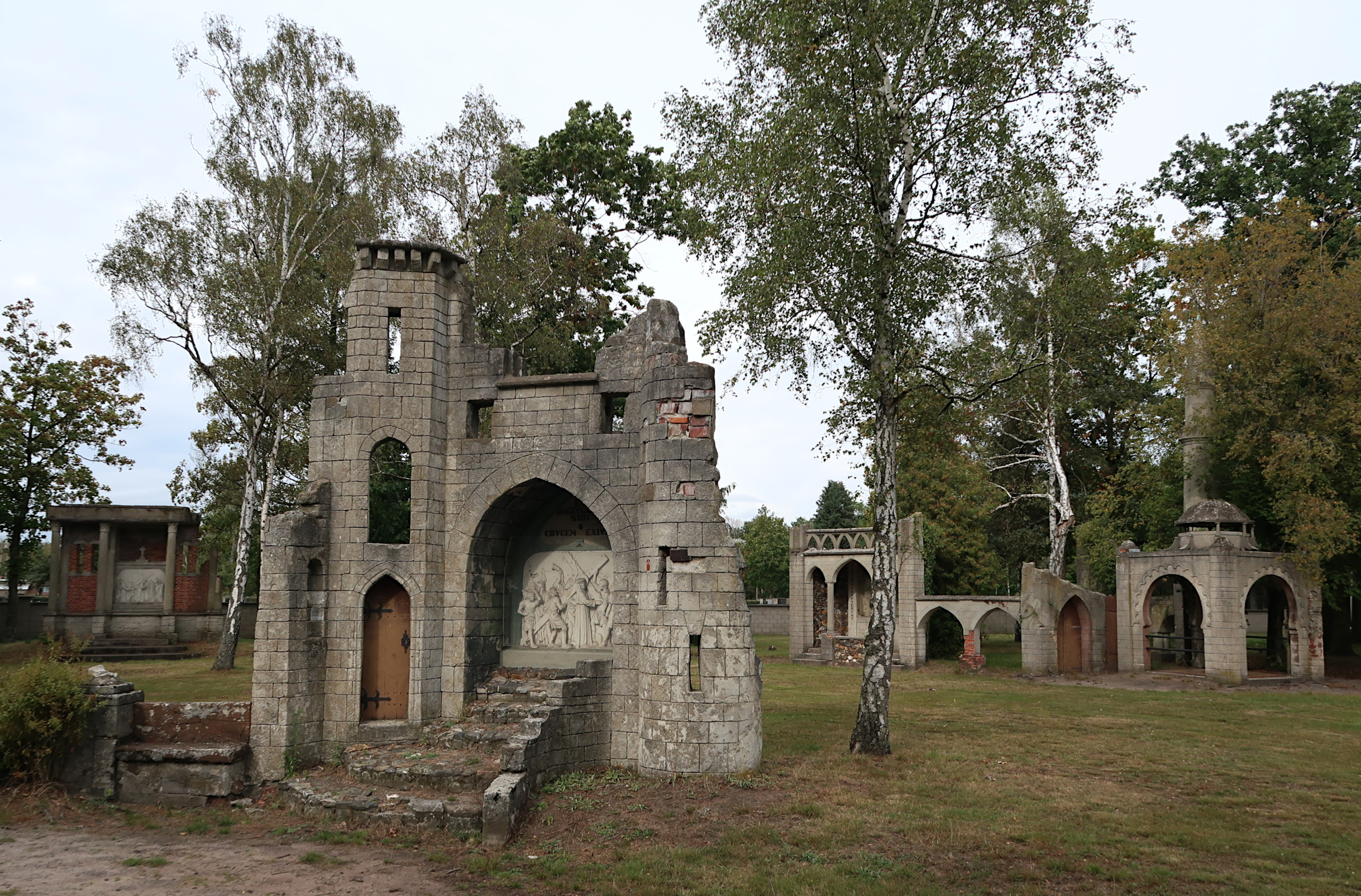
Mariapark